# Opel Campo
Der Opel Campo (im Vereinigten Königreich als Vauxhall Brava vermarktet) ist ein Pick-up, der von August 1991 bis Dezember 2001 in West- und Mitteleuropa verkauft wurde. Er basierte auf dem Isuzu Faster TF und wurde zunächst als Isuzu Campo angeboten. Gebaut wurde das Modell von IBC Vehicles später GM Manufacturing Luton.

## Übersicht
Den Campo gab es, wie es auch für die Modelle der Mitbewerber (Toyota Hilux, Nissan Pick-up, Mitsubishi L200, Mazda B-Serie) und Ford Ranger üblich war, in drei Versionen: als Zweitürer mit zwei Sitzen, als Zweitürer mit zwei Sitzen und einer nur für Kurzstrecken tauglichen zweiten Sitzreihe mit zwei Notsitzen (Sportscab) sowie als Viertürer mit einer vollwertigen zweiten Sitzbank (Mannschaftskabine/Crew Cab). Zum Überdachen der Ladefläche boten die Hersteller Truckman, Road-Ranger und Brahma Hardtops an.
Im Mai 1997 erhielt der Campo ein Facelift. Von nun an wurde das Modell auch für Holden als Holden Campo produziert. Hierbei wurde auch die Leistung des 2,5 l-Dieselmotors von 56 auf 74 kW (76 auf 100 PS) erhöht.

Kurz vor dem Produktionsende legte Opel im März 2001 noch eine Sonderserie vom Campo auf, die „Limited Edition“. Serienmäßig waren hier eine Zweifarb-Lackierung, elektrische Fensterheber und elektrisch einstellbare Außenspiegel sowie eine Klimaanlage. Die „Limited Edition“ war nur als Mannschaftskabine mit Allrad und dem 3,1-Liter-Turbodiesel oder leistungsgesteigertem 2,5-Liter-Turbodiesel mit Ladeluftkühler erhältlich.

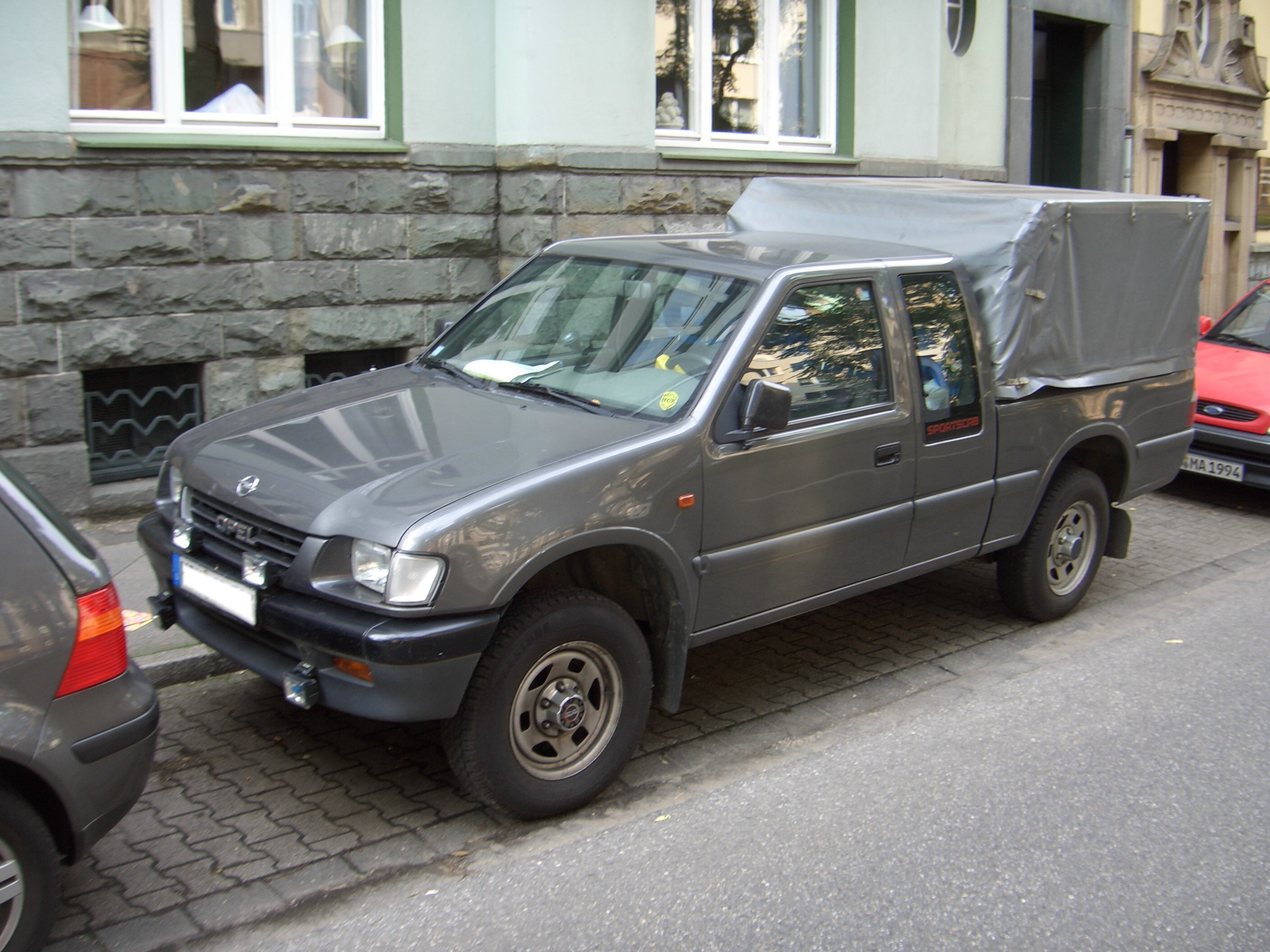
Opel Campo Sportscab (1997–2001)
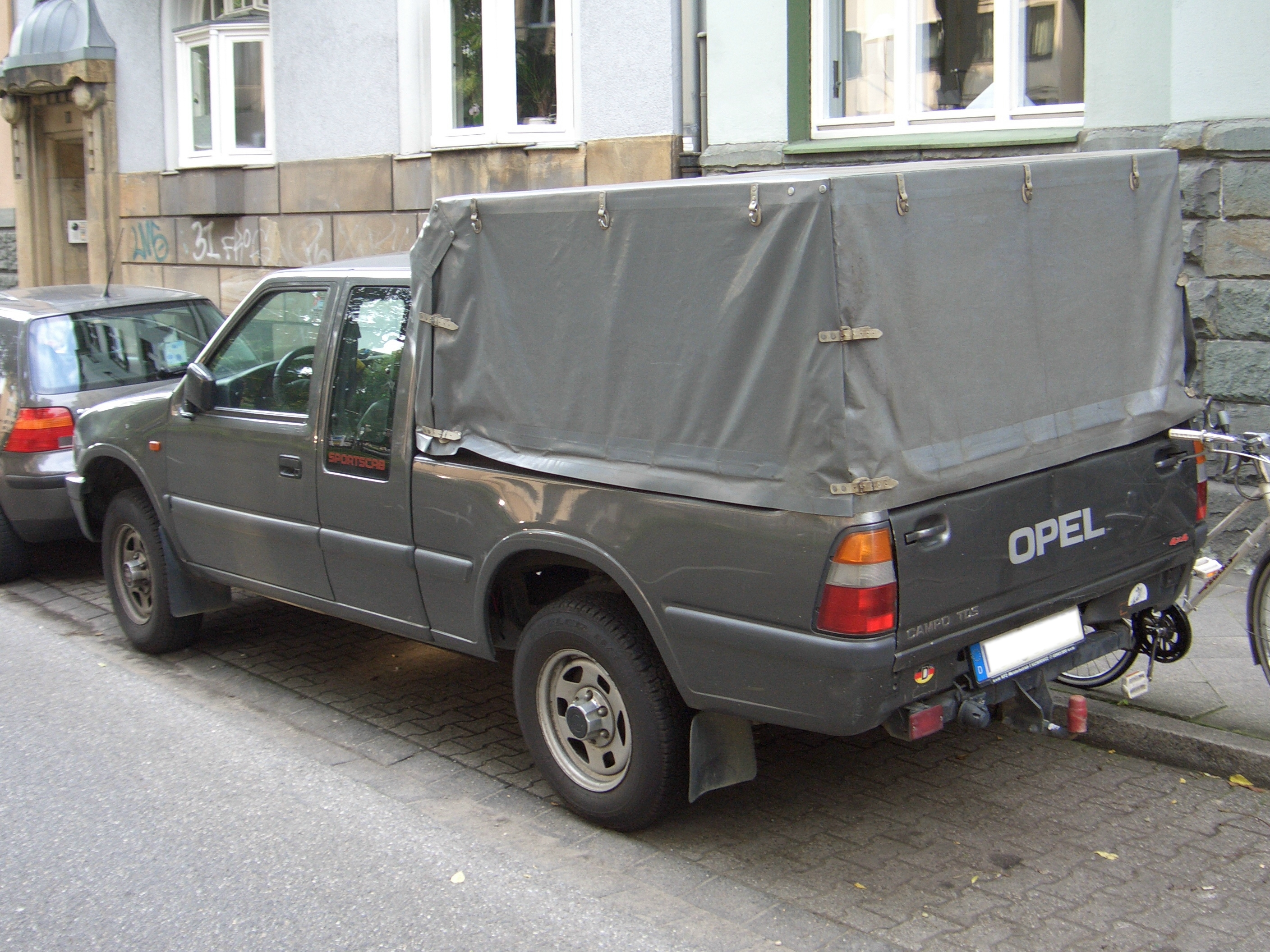
Heckansicht
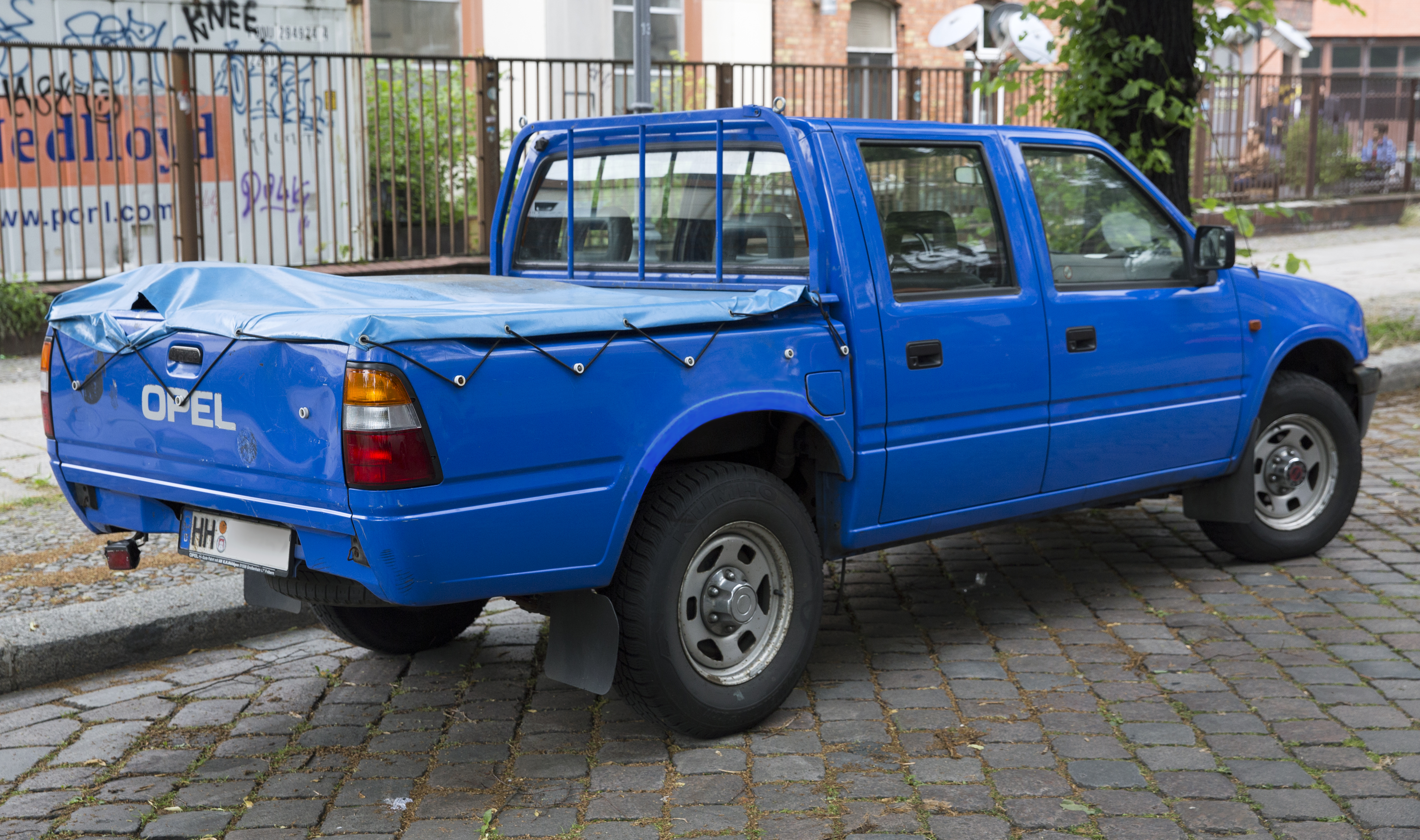
Opel Campo Crew Cab (1997–2001)

## Motoren
Die Motorenpalette bestand aus drei Dieselmotoren (2.5 D mit 56 kW/74 kW bzw. 76 PS/100 PS und 3.1 TD mit 80 kW/109 PS) sowie einem Ottomotor (2.3; 69 kW/94 PS). Sportscab und Mannschaftskabine waren mit Allradantrieb lieferbar und verfügten zusätzlich über ein Reduktionsgetriebe und manuelle oder automatische Freilaufnaben. Der 3,1-l-Diesel war ausschließlich mit Allradantrieb erhältlich.
Seit 2002 bietet Isuzu den Isuzu D-Max an, der im Vereinigten Königreich Isuzu Rodeo heißt. Seit 2006 wird der D-Max auch in Deutschland angeboten.
| Modell  | Motor                                                            | Hubraum  | Leistung                         | Drehmoment            | Verbrauch               | 0–100 km/h | Vmax     | Bauzeit         |
| ------- | ---------------------------------------------------------------- | -------- | -------------------------------- | --------------------- | ----------------------- | ---------- | -------- | --------------- |
| 2.3     | Ottomotor: R4                                                    | 2254 cm³ | 69 kW (94 PS) (1) bei 4600 min−1 | 170 Nm bei 2600 min−1 | ? l Normalbenzin/100 km | 23,1 s     | 138 km/h | 08/1991–07/1995 |
| 2.5 TD  | Dieselmotor: R4, Turbolader, Direkteinspritzung                  | 2499 cm³ | 56 kW (76 PS) bei 3800 min−1     | 160 Nm bei 2000 min−1 | 8,2 l Diesel/100 km     | 23,4 s     | 125 km/h | 08/1991–04/1997 |
| 2.5 DTI | Dieselmotor: R4, Turbolader, Ladeluftkühlung, Direkteinspritzung | 2499 cm³ | 74 kW (100 PS) bei 3800 min−1    | 226 Nm bei 2000 min−1 | 8,1 l Diesel/100 km     | 18,3 s     | 140 km/h | 05/1997–12/2001 |
| 3.1 TD  | Dieselmotor: R4, Turbolader, Wirbelkammer-Einspritzung           | 3059 cm³ | 80 kW (109 PS) bei 3600 min−1    | 255 Nm bei 1900 min−1 | 12,1 l Diesel/100 km    | 16,9 s     | 155 km/h | 11/1992–12/2001 |